# Integridade
Integridade vem do latim integritate, significa a qualidade de alguém ou algo a ser integre, de conduta reta, pessoa de honra, ética, educada, brioso, pundonoroso, cuja natureza de ação nos dá uma imagem de inocência, pureza ou castidade, o que é íntegro, é justo e perfeito, é puro de alma e de espírito.
São exemplos de integridade moral e corporal: a vida íntegra, a integridade física, dos bens sociais e individuais, integridade da honra e da fama, a integridade da intimidade pessoal, do nome, da imagem e dos sentimentos. É indiscutível a admissão da existência de determinados bens da personalidade e sua integridade, portanto, esta coaduna com o respeito, e este com a moral, e, quem tem moral, é íntegro.
Um ser humano íntegro não se vende por situações momentâneas, infringindo as normas e leis, prejudicando alguém por um motivo fútil e incoerente. A moral de uma pessoa não tem preço e é indiscutível.
Em segurança da informação integridade significa ter a disponibilidade de informações confiáveis, corretas e dispostas em formato compatível com o de utilização, ou seja, informações íntegras, integridade é um dos itens que a caracteriza, e significa que a informação não foi alterada de forma não autorizada ou indevida. Se a informação é alterada de forma errada ou mesmo falsificada ela perde sua eficácia e confiabilidade, tornando vulneráveis decisões que a partir dela são tomadas, e tirando a credibilidade do ambiente (site ou empresa) que a forneceu.
Os outros itens que completam a integridade na segurança da informação são: disponibilidade (o tempo máximo que a informação está disponível), autenticidade (quando mais próxima do texto ou situação original mais autêntica se torna a informação prestada), e confidencialidade (a garantia que somente pessoas autorizadas terão acesso a determinada informação).